# 聖保羅癌症研究所
聖保羅癌症研究所，位於巴西聖保羅市，是巴西以及拉丁美洲最大的癌症醫院。

## 历史
其成立於2008年，其建築物有28層樓，580張病床，120個醫療諮詢室，平均每個月進行1300次手術，每月進行6000次化療，每月420次放射治療。